# 斎藤末弘
斎藤 末弘（さいとう すえひろ、1936年5月31日 - ）は、日本近代文学研究者、西南学院大学名誉教授。

## 人物・来歴
北海道生まれ。1959年國學院大學文学部卒、角川書店編集部、日本キリスト教団出版局、東京電機大学非常勤講師をへて、1978年西南学院大学文学部講師、助教授、86年教授。国際文化部長、文学研究科長をへて、2004年同理事長、2007年西南学院大を定年退職、名誉教授。2015年春、旭日中綬章受勲。
1960-73年、椎名麟三、高見沢潤子、佐古純一郎らと共に「たねの会」結成に参加。個人研究誌『椎名麟三研究』主宰。

## 著書
- 『椎名麟三の文学』(近代の文学 桜楓社, 1980.2
- 『影と光と 作家との出会いから』ヨルダン社, 1981.4
- 『罪と死の文学 戦後文学の軌跡』(新教新書) 新教出版社, 1985.9
- 『作品論椎名麟三』桜楓社, 1989.3
- 『評伝椎名麟三』朝文社, 1992.2
- 『作品論椎名麟三 2』おうふう, 2003.10

編著
- 『作家の自伝 58 (シリーズ・人間図書館)椎名麟三』日本図書センター, 1997.4

## 論文
- ＜斎藤末弘